# 29
Cette page concerne l'année 29  du calendrier julien. Pour l'année 29 av. J.-C., voir 29 av. J.-C. Pour le nombre 29, voir 29 (nombre). Pour le département français, voir Finistère.
L'année 29 est une année commune qui commence un samedi.

## Événements
- À Rome, Agrippine l'Aînée est écartée dans l’île de Pandataria et son fils Néron César, déclaré ennemi public par le Sénat, exilé sur l'île de Ponza[1] où, selon Tacite, il meurt de faim[2].

## Décès en 29
- Livie, épouse d'Auguste[1].
- Nero Iulius Caesar, fils de Germanicus et d'Agrippine l'Aînée.
- Jean le Baptiste, exécuté pour raison politique[3].